# Bernard Bligny
Pour les articles homonymes, voir Bligny.
 (avril 2018).
Bernard Bligny, né le 21 décembre 1919 à Dijon (Côte d'Or) et mort le 28 décembre 1987 à La Tronche (Isère) est un historien médiéviste français.

## Biographie
Il a été professeur d'histoire à l'université Stendhal Grenoble III.
Ses deux spécialités étaient l'histoire régionale (il appartenait à l'Académie delphinale) et l'histoire religieuse. Il était un spécialiste de l'ordre des Chartreux.

## Publications

### Ouvrages
- Recueil des plus anciens actes de la Grande-Chartreuse (1086-1196), Allier, 1958[1]
- L’Église et les ordres religieux dans le Royaume de Bourgogne aux XIe et XIIe siècles, PUF, 1960[2]
- Histoire sociale et histoire religieuse. Sources et méthodes, PUF, 1967
- Histoire du Dauphiné, Éditions Privat, 1973
- Histoire du diocèse de Grenoble, Beauchêne, 1979
- Saint Anthelme de Chignin, moine et évêque, Belley, 1979
- Saint Bruno, le premier chartreux, Éditions Ouest France, 1984

### Articles
- "La concurrence monastique dans les Alpes au XIIe siècle" Bulletin philologique et historique, 1953
- "L'érémitisme et les Chartreux" in Atti delle settimane internazionali di studio, La Mendola, 1962
- "Le Dauphiné médiéval" in Die Alpenpässe im Mittelalter, Constance, 1963
- "Les fondations cartusiennes d'Italie" Actes du Congrès de Pignerol, 1965
- "Hugues de Bonneveaux" Bulletin de l'Académie Delphinale, 1965
- "Du nouveau sur la noblesse médiévale" Bulletin de l'académie delphinale, 1969
- "Les chartreux dans la société occidentale du XIIIe siècle" in Cahiers d'histoire, 1975
- "Grenoble de 381 à 1226" in Histoire de Grenoble 1976
- "Les débuts des chartreux et des cisterciens" in Corso di studi benedittini, Norcia 1979
- "Les clunisiens dans le Royaume de Bourgogne" in Cluny e il suo ordine Pescia, 1982
- "Les Chartreux devant le Grand Schisme et la crise conciliaire" in Historia et spiritualitas cartusiensis, 1983
- "L’Église et le monde au XIe siècle" Cahiers de civilisation médiévale, 1984

## Distinctions et hommages
En 1959, l'Académie des inscriptions et belles-lettres lui décerne la troisième médaille du concours Antiquités de la France pour son Recueil des plus anciens actes de la Grande-Chartreuse (1086-1196).
En 1964, il est élu à l'Académie delphinale.